# Бузлуджа (квартал на Кюстендил)
Вижте пояснителната страница за други значения на Бузлуджа.
„Бузлуджа“ е квартал и жилищен комплекс в град Кюстендил.

## Разположение
Намира се в северната част на Кюстендил. Разположен е между улиците „Георги С. Раковски“, „Ефрем Каранов“ и „Овощарска“.
Устройственият план на квартала е одобрен със Заповед № 1345/1965 г.

## Инфраструктура
Преобладава многоетажното жилищно панелно строителство (серия Бс-69-Сф), но има и множество масивни тухлени жилищни сгради.
В квартала се намират Професионалната гимназия по лека промишленост „Владимир Димитров – Майстора“, 6-о ОУ „Паисий Хилендарски“, както и множество търговски обекти.